# Breanne Graham
Breanne Leigh Graham (10 de abril de 1981) es una luchadora canadiense de lucha libre. Participó en dos Campeonatos Mundiales consiguiendo la 11.ª posición en 2015. Obtuvo una medalla de plata en Campeonato Panamericano de 2015 y una de bronce en 2016. Dos veces representó a su país en la Copa del Mundo, en 2006 clasificándose en la segunda posición. Segunda en Campeonato Mundial Universitario de 2006 y tercera en 2004. Subió al escalón más bajo del podio en la Universiada 2005. Tercera en Mundial de Juniores en 1998 y 2001.